# Хоринская, Елена Евгеньевна
Еле́на Евге́ньевна Котви́цкая (псевдоним — Еле́на Хо́ринская, 17 (30) января 1909 года , Бичура, Забайкальская область — 20 декабря 2010, Екатеринбург) — советская и российская поэтесса, писатель, переводчик.

## Биография
Родилась в селе Бичуре (ныне райцентр Бурятии) в семье выходцев c Украины. Отец был рабочим лесопильного завода. Позже семья переехала в Верхнеудинск, где Котвицкий устроился в паровозное депо.
В 1925 году Елена окончила школу в Верхнеудинске. Участвовала в ликвидации неграмотности. Десять лет работала учителем в сельских школах, в том числе семь лет в Хоринском аймаке Бурят-Монгольской АССР. По названию этого аймака (района) и выбрала себе псевдоним.
Первые стихи Котвицкой были опубликованы в 1930 году в газете «Бурят-Монгольская правда» под псевдонимом Колхозница Маша. В 1931 году в Иркутске вышла её первая книга «За центнеры!». В повести описывались реальные события, связанные с коллективизацией в Хоринском аймаке.
В 1934 году избрана делегатом от Бурят-Монгольской АССР на Первый съезд советских писателей.
В 1934—1935 годах работала на строительстве паровозостроительного завода в Улан-Удэ.
Член Союза писателей СССР с 1935 года.
В 1935 году переехала в Свердловск. Работала литературным консультантом областного Дома художественного воспитания детей, редактором Средне-Уральского книжного издательства. В 1940 году заочно окончила Литературный институт им. А. М. Горького. Была членом КПСС.
В 1944 году в Свердловске издана книжка стихов для детей «Спичка-невеличка», переведённая затем на языки народов СССР. Елена Хоринская — автор более 40 книг, переводчик с украинского и бурятского языков, в частности, с бурятского языка перевела стихи Бараса Халзанова.
Скончалась 20 декабря 2010 года в Екатеринбурге на 102-м году жизни. Похоронена на Ивановском кладбище Екатеринбурга.

## Творчество
Книги
- «За центнеры!». — Иркутск, 1931;
- «Девушка-семиделушка». — Свердловск, 1950;
- «Сверстники». — Свердловск, 1954;
- «Избранные стихи». — Свердловск, 1959;
- «Папам и мамам». — Свердловск, 1963;
- «Наш Бажов». — Свердловск, 1968;
- «Мне юность вспоминается». — Свердловск, 1969;
- «Цветёт черёмуха». — Свердловск, 1979;
- «Журавушки». — Свердловск, 1984;
- «Дарю вам книжку». — Екатеринбург, 1998.
- «Мои январи». — Екатеринбург: Уральское издательство, 2008. — 108 с. ISBN 978-5-93667-113-5.

На стихи Хоринской написаны песни, опера «Девушка-семиделушка», оперетты «Марк Береговик», «Любовь бывает разная», «Это было у моря».
Произведения Елены Хоринской переведены на азербайджанский, литовский, таджикский, украинский языки.
Интересные факты творчества.
Литературовед Валентин Блажес пишет: «В альманахе „Уральский современник“ (1938, № 2) Е. Хоринская публикует стихотворение „Сын“: „завьюженная зимовка“ на Лене, ночь, мороз, пурга, сотни верст до ближайшего селения, а на руках у молодой женщины умирающий сын, обезумевшая от горя женщина обращается к вождю: „Товарищ Сталин, сын мой умирает, / Один он, вся надежда на тебя“. Утром „пурга утихла“, послышался шум самолёта, и прилетевший профессор-хирург спас мальчика…» У Елены Хоринской получилось очень незаурядное для своего времени стихотворение, оно, несомненно, должно войти в историю литературы Урала как колоритный образец соцреализма. У других уральских поэтов нет таких стихов о Сталине-чудотворце…"

## Награды и звания
- Два ордена «Знак Почёта».
- Шесть медалей.
- Почётная грамота Республики Бурятия.
- Премия губернатора Свердловской области.
- Премия имени П. П. Бажова (2000).
- Заслуженный работник культуры РСФСР.